# Salt-N-Pepa
Salt-N-Pepa är en amerikansk hiphop-trio från Queens i New York. Gruppen, bestående av Cheryl James ("Salt"), Sandra Denton ("Pepa"), och till en början Latoya Hanson som senare ersattes av Deidra Roper ("DJ Spinderella"), bildades 1985 och var en av de första kvinnliga rapgrupperna. 

## Diskografi
- 1986: Hot, Cool & Vicious
- 1988: A Salt with a Deadly Pepa
- 1990: Blacks' Magic
- 1993: Very Necessary
- 1997: Brand New